# Sale Marasino
Sale Marasino is een gemeente in de Italiaanse provincie Brescia (regio Lombardije) en telt 3307 inwoners (31-12-2004). De plaats ligt aan het Iseomeer. De oppervlakte bedraagt 16,3 km², de bevolkingsdichtheid is 199 inwoners per km².

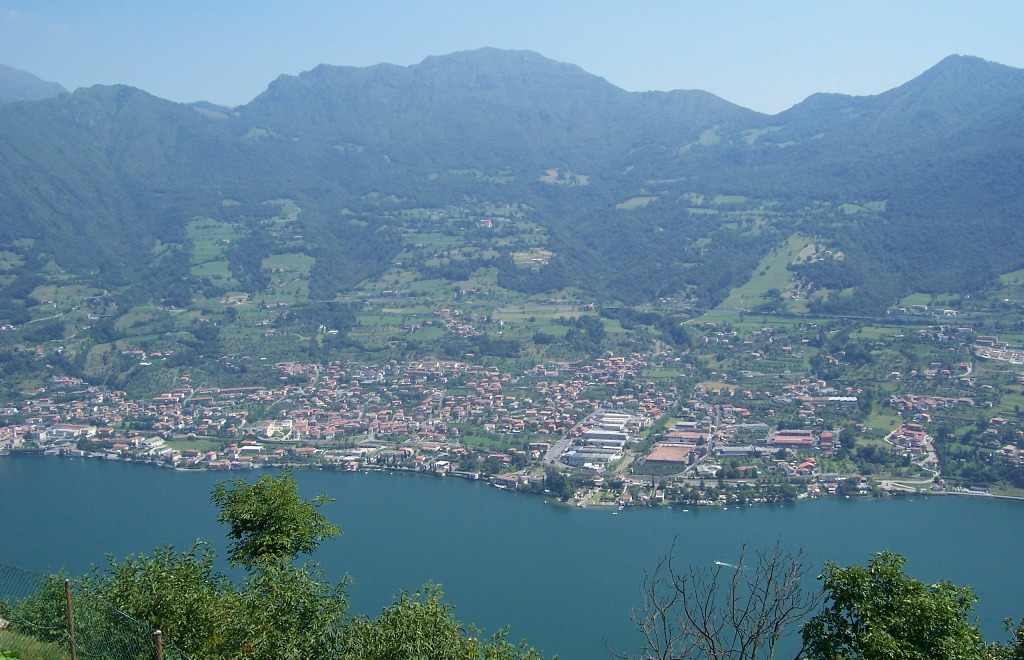
Sale Marasino
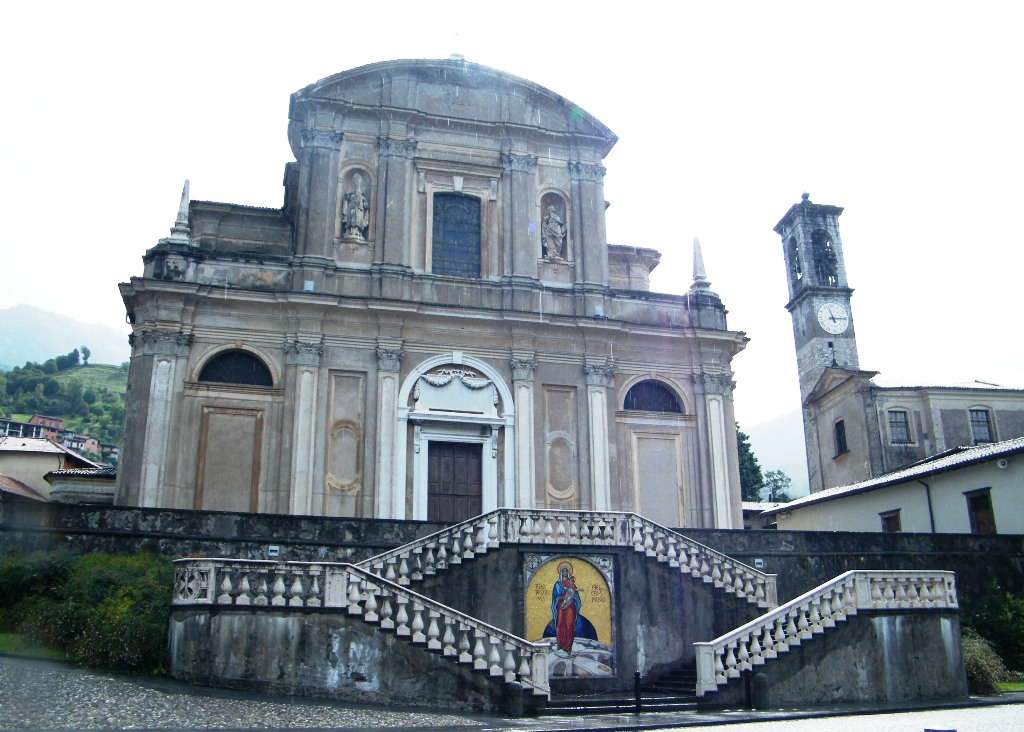
Kerk San Zenone en de oude kerk Santa Maria

## Demografie
Sale Marasino telt ongeveer 1340 huishoudens. Het aantal inwoners steeg in de periode 1991-2001 met 3,5% volgens cijfers uit de tienjaarlijkse volkstellingen van ISTAT.
| Jaar | Inwoneraantal |
| ---- | ------------- |
| 1991 | 3071          |
| 2001 | 3180          |

## Geografie
Sale Marasino grenst aan de volgende gemeenten: Gardone Val Trompia, Marone, Monte Isola, Polaveno, Sulzano.